# Palazzo Mezzabarba
Palazzo Mezzabarba es un palacio en Pavía, Lombardía, un ejemplo notable del rococó lombardo. Ha sido el ayuntamiento de Pavía desde 1875.

## Historia
Los Mezzabarba son una antigua y noble familia de Pavía, conocida desde el siglo XII y que recibió el título de conde por Felipe III de España quien concedió a Alessandro Mezzabarba el feudo de Corvino y otros lugares. Entre 1726 y 1732, los aristócratas de Pavese, Girolamo y Giuseppe Mezzabarba, encargaron al arquitecto de Pavese, Giovanni Antonio Veneroni, que reconstruyera la antigua residencia de la ciudad del siglo XVI según los dictados del estilo rococó, entonces en boga. Junto al palacio, Carlo Ambrogio Mezzabarba, legado papal en China, patriarca de Alejandría en 1719 y obispo de Lodi desde 1725, hizo construir un oratorio privado en 1734, dedicado a los Santos Julita y Quirico.
En 1872, el municipio adquirió el edificio que, en 1875, se convirtió en el ayuntamiento de Pavía, ubicado por primera vez en el Broletto.

## Arquitectura
El edificio tiene planta en "T", estructurado en dos patios. La fachada, a la que se abren dos puertas (simétricas, de las cuales la de la derecha es falsa), provistas de columnas, se enriquece con sinuosas decoraciones, como conchas, típicas del repertorio rococó. La fachada del edificio, de tres plantas sobre rasante de casi igual importancia, tiene una trama que podría definirse como preneoclásica, a partir de la exploración obtenida mediante las pilastras verticales, ligeramente voladizas, que se elevan desde la base hasta el cornisa debajo del alero; anticipando así lo que luego se preferirá a la antigua superposición de órdenes. Sólo la alternancia horizontal de amplitud de los fondos así obtenidos alivia tan severa y perentoria subdivisión. Pero el mayor contraste se aprecia entre la severidad de las pilastras y la abundancia de elementos arquitectónico-decorativos de las ventanas y más aún de los balcones, donde la curva y la esquina adquieren un cariz plástico más que arquitectónico y la piedra de que son hechos parecen asumir una naturaleza carnal.
Originalmente la plaza frente al edificio era mucho más estrecha y recién entre 1911 y 1936 se amplió, dando así una vista diferente a la fachada del edificio, debido al derribo de un grupo de casas frente al edificio. En la planta baja, un pórtico (marcado por columnas de granito en pares o en grandiosos grupos de cuatro) conduce a la gran escalera, desde la cual se accede a los salones del piso noble del edificio. Los interiores del edificio conservan importantes frescos del siglo XVIII, en su mayoría de temática mitológica, como los del salón de baile (donde se conserva la galería de músicos bajo el techo) mientras que otros están presentes en las demás estancias. El salón de baile (hoy sede del ayuntamiento) fue enteramente pintado al fresco por Giovanni Angelo Borroni, quien pintó en el techo el triunfo de las artes y las ciencias sobre los vicios y la ignorancia, y adornó las paredes con las historias de Diana tratadas con viva imaginación. En otras salas se conservan interesantes frescos del mismo autor: Iris se aparece en sueños a Eolo, el Carro del Sol y Agar e Ismael. La mayoría de los frescos de las salas fueron realizados (además de por Giovanni Angelo Borroni) también por Pietro Maggi, Francesco Maria Bianchi, que pintó las bóvedas de las salas representativas.

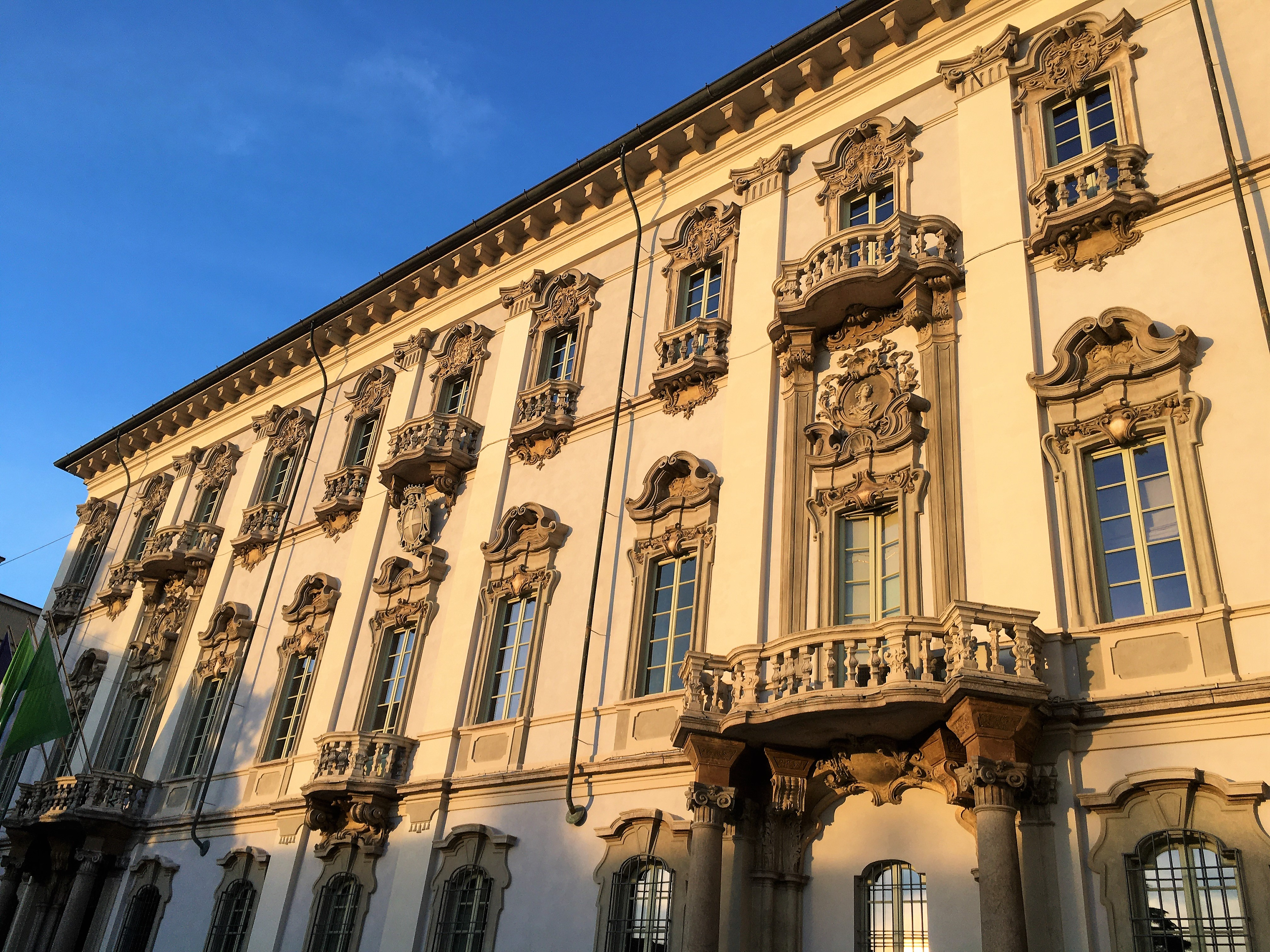
La fachada.
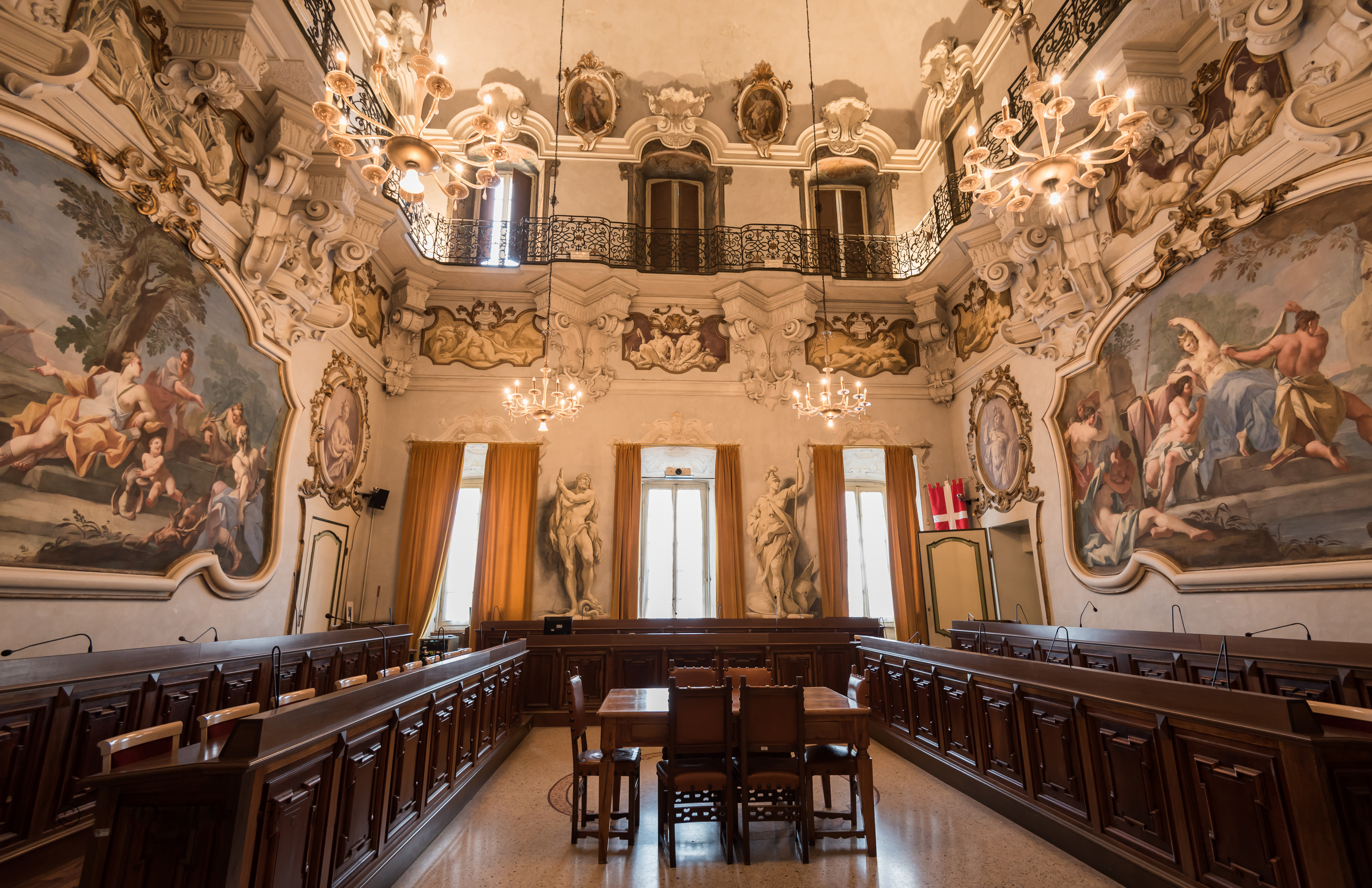
El salón de baile con frescos de Giovanni Angelo Borroni, ahora la sala del consejo.
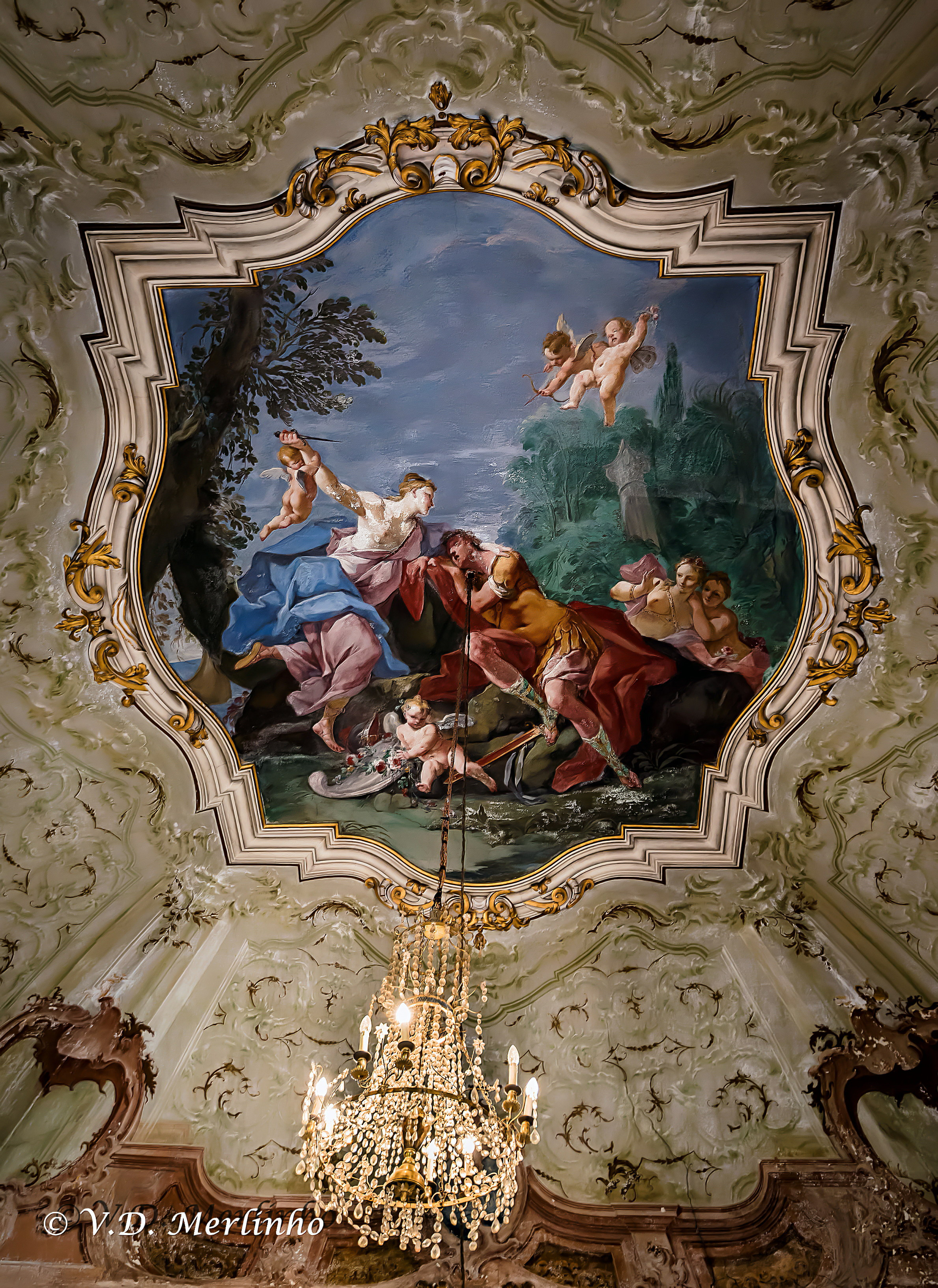
Una de las salas decoradas con frescos de Giovanni Angelo Borroni.
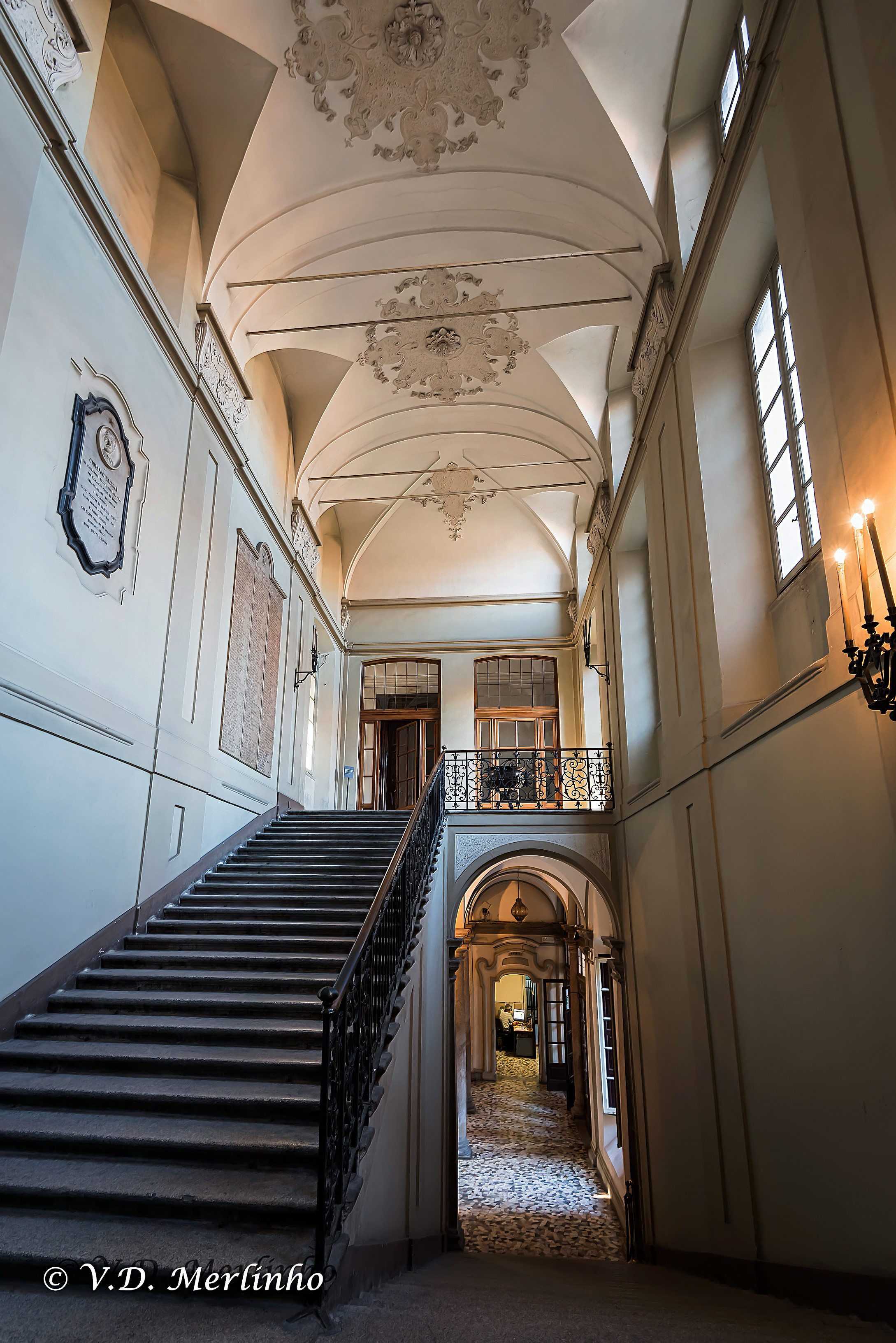
La gran escalera.
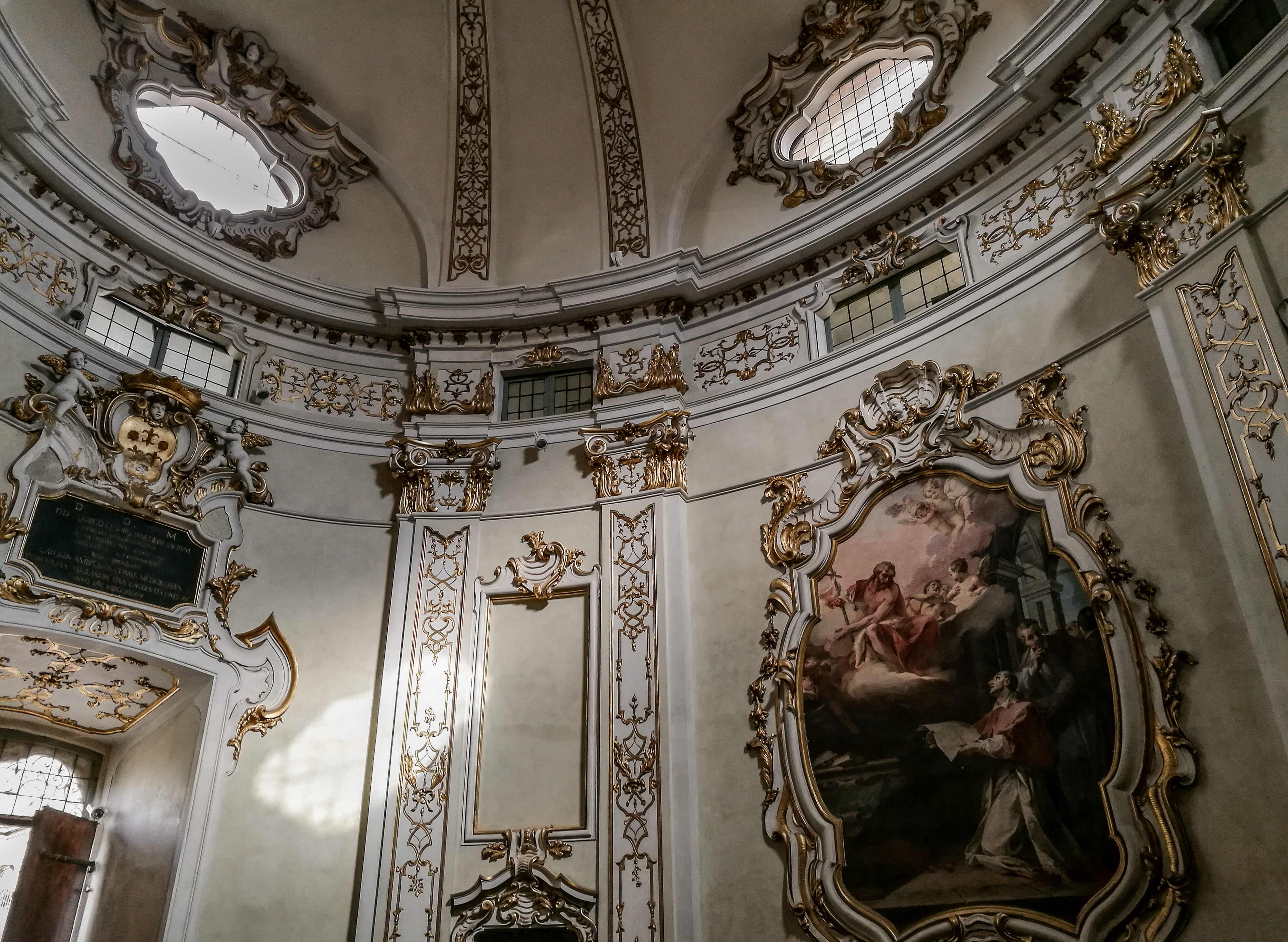
El interior del oratorio, decorado con frescos de Pietro Antonio Magatti.
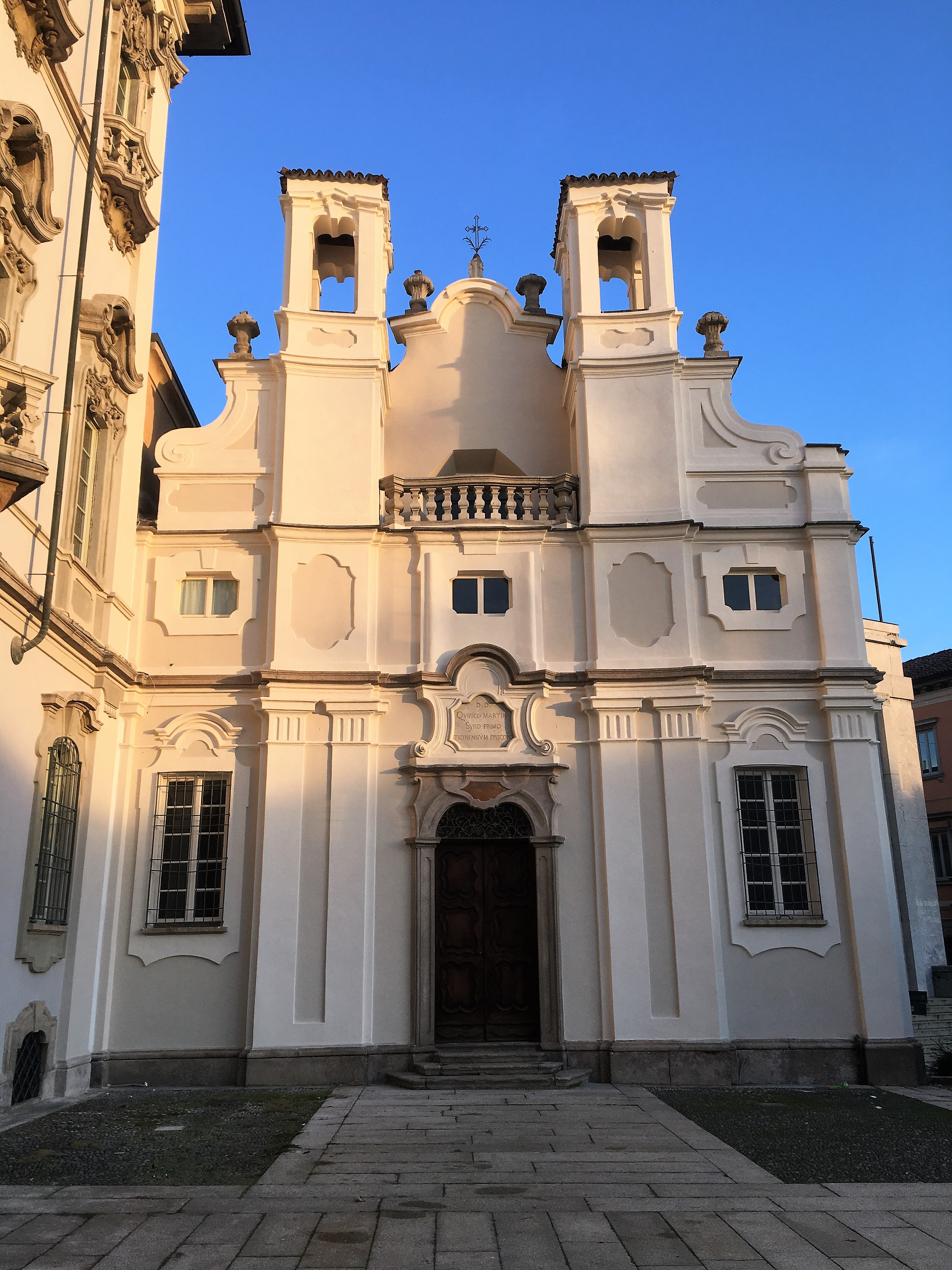
La fachada del oratorio.

## Oratoria de los santos Julita y Quirico
En 1733, Carlo Ambrogio Mezzabarba, patriarca titular de Alejandría y obispo de Lodi, encargó al arquitecto Giovanni Antonio Veneroni que diseñara un oratorio en la esquina este del edificio, inmediatamente dedicado a los Santos Julita y Quirico. Las obras para la construcción de la nueva iglesia fueron muy rápidas, tanto que en 1734 se terminó el oratorio. El oratorio está adosado a la planta baja del edificio contiguo, del que, aunque con formas más severas, incorpora muchos de los elementos decorativos de la fachada principal. La fachada tiene dos pequeños campanarios, que convergen hacia el centro del edificio y se unen por un balcón. El interior, de planta elíptica, está enteramente enriquecido con palos dorados. El fresco de la bóveda, que representa la Gloria de los santos Julita y Quirico, es obra del pintor milanés Francesco Maria Bianchi, mientras que las paredes conservan dos frescos de Pietro Antonio Magatti, en los que están pintados la Inmaculada Concepción y San Carlos Borromeo. También de Magatti es el retablo, que representa el martirio de los santos Julita y Quirico.